# الدويوير (أهل الرمل)
الدويوير هو دُوَّار يقع بجماعة أهل الرمل، إقليم تارودانت، جهة سوس ماسة في المملكة المغربية. ينتمي الدوّار لمشيخة أهل الرمل التي تضم 21 دوار. يقدر عدد سكانه بـ 111 نسمة حسب الإحصاء الرسمي للسكان والسكنى لسنة 2004.

## روابط خارجية
- البوابة الوطنية للجماعات الترابية
- المندوبية السامية للتخطيط